# Infiltration (ventilation)
Pour les articles homonymes, voir Infiltration.
L'infiltration en thermique du bâtiment est l'introduction intentionnelle ou accidentelle de l'air extérieur dans un bâtiment, généralement par des fissures dans l'enveloppe du bâtiment ou par les baies, portes et fenêtres. 
Une fuite de l'air ambiant d'un bâtiment, intentionnelle ou non, est appelée exfiltration.
L'infiltration est causée par le vent, une pression négative de l'immeuble, et par les forces de poussée de l'air par tirage thermique.
La quantité et la détermination de l'emplacement des infiltrations d'air au travers des parois d'un bâtiment peuvent être effectuées au moyen d'un test d'infiltrométrie.